# Michelle Schäfer
Michelle Schäfer (* 19. November 2003) ist eine deutsche Handballspielerin auf der Position der  linken Rückraumspielerin. In der Disziplin Beachhandball ist sie als Rechtsaußen deutsche Nationalspielerin und gewann mit der Mannschaft 2021/22 binnen weniger als einem Jahr den Titel bei den Europa- und Weltmeisterschaften und den World Games.
Schäfer darf nicht mit der gleichnamigen Spielerin vom HSC Hannover verwechselt werden, die gemeinsam mit der Beachhandball-Nationalmannschaftskollegin Schäfers, Celina Männich, spielt.

## Hallenhandball
Michelle Schäfer spielt für den TSV Haunstetten in der 3. Liga.

## Beachhandball

### Nachwuchs-Nationalmannschaften
Schäfer gab ihr Debüt bei einer internationales Meisterschaft im Rahmen der Junioren-Europameisterschaften 2019 (U 17) in Stare Jabłonki. Die Mannschaft konnte bis in das Halbfinale vordringen, unterlag dort aber der Vertretung Spaniens. Im Spiel um die Bronzemedaille wurden die Niederlande geschlagen. Schäfer wurde in allen acht Spielen eingesetzt und erzielte 70 Punkte. Damit war sie gemeinsam mit Belen Gettwart nach Michelle Köbrich zweitbeste Torschützin der deutschen Mannschaft.

### A-Nationalmannschaft
Ihr internationales Debüt als Spielerin der A-Nationalmannschaft gab Schäfer im Rahmen des Canaren-Cups 2021, eines Vorbereitungsturniers für Nationalmannschaften vor den Europameisterschaften 2021. Schäfer gewann mit der Mannschaft das Turnier und konnte sich nachhaltig für die EM-Mannschaft empfehlen. Nationaltrainer Alexander Novakovic nominierte sie schließlich für das finale Aufgebot der kontinentalen Meisterschaften in Warna, Bulgarien. Die deutsche Mannschaft startete mit drei klaren Zweisatzsiegen über Rumänien, Portugal und die Niederlande in ihrer Vorrunde in das Turnier. Das setzte das Team gegen Frankreich, Griechenland und Polen in der Hauptrunde fort und zog ohne Satzverlust in das Viertelfinale ein. Dort traf Deutschland auf die amtierenden Vize-Europameister und zweimaligen Europameister aus Ungarn und musste erstmals im Turnierverlauf in den Shootout, wo die Ungarinnen knapp geschlagen wurden. Auch im Halbfinale gegen Spanien musste die deutsche Mannschaft in den Shootout, nachdem in der zweiten Hälfte die einzige wirklich schwache Leistung im Turnierverlauf gezeigt wurde. Den Shootout gewann Deutschland sicher und erreichte erstmals seit 2007 das EM-Finale. Hier traf man auf die Titelverteidiger aus Dänemark, die sicher in zwei Sätzen geschlagen wurden, womit der zweite deutsche EM-Titelgewinn nach 2005 gelang. Schäfer kam in sieben der neun Spiele zum Einsatz und erzielte auch in jedem dieser Spiele – insgesamt 24 – Punkte. Nicht zum Einsatz kam sie in den beiden ersten Spielen. Bei diesem Turnier stand sie noch etwas im Schatten ihrer Konkurrentin auf der Position, Sarah Irmler, die mehr Einsatzzeiten hatte.

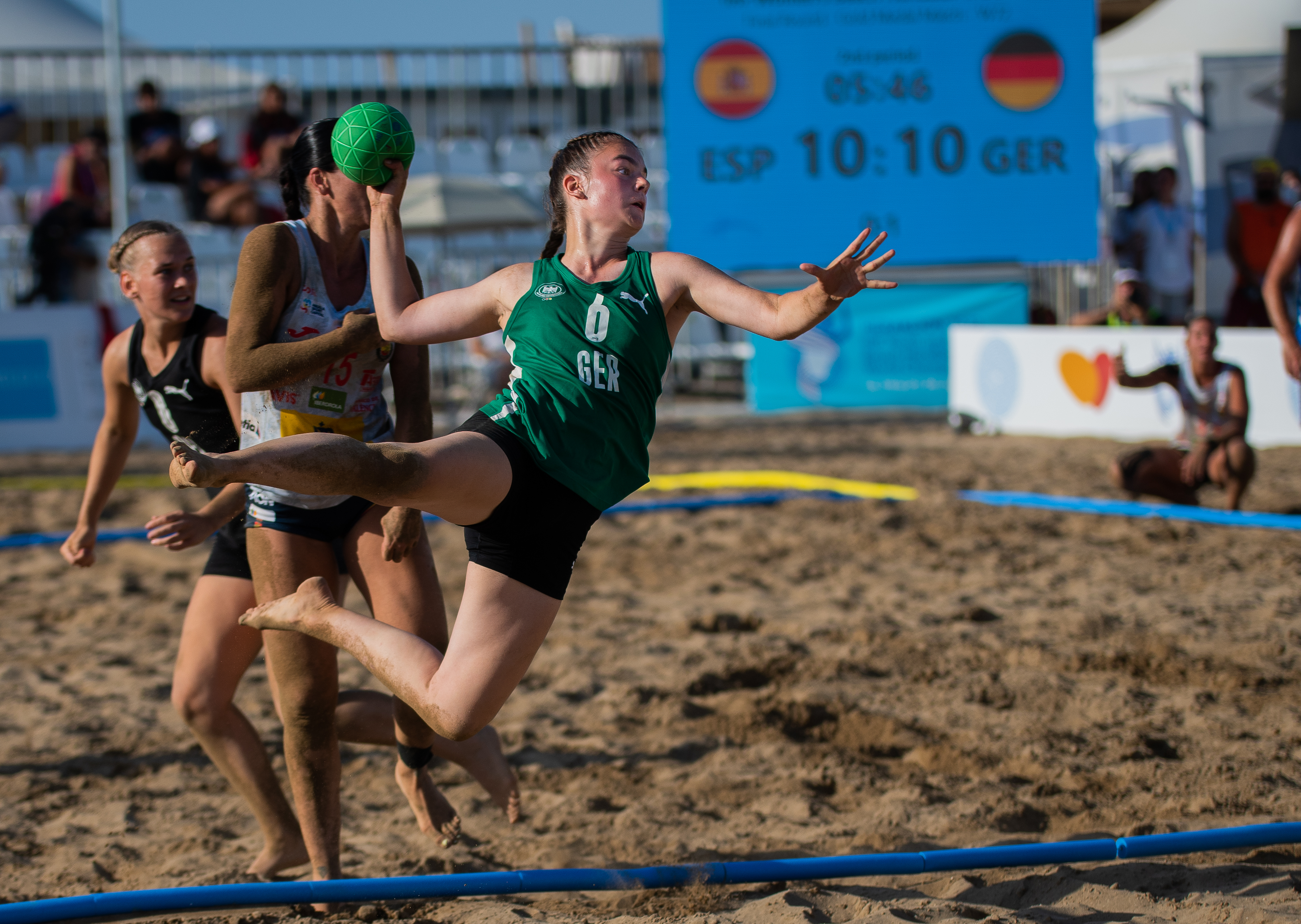
Schäfer beim Torwurf im WM-Finale 2022 gegen Spanien

Ein Jahr später bei den Weltmeisterschaften 2022 in Iraklio auf Kreta wurde Schäfer erneut in den um zwei Spieler verkleinerten Kader berufen. Zum Auftakt gewann die deutsche Mannschaft gegen die Rekordweltmeister aus Brasilien, anschließend gegen Ungarn und Norwegen. Mit drei Siegen zog die Deutschland als Gruppensieger in die Hauptrunde ein. Dort wurden nacheinander Uruguay, Argentinien und die Niederlande besiegt. Weiterhin ohne Niederlage trafen die Deutschen nun im Viertelfinale auf Portugal, das ebenso wie die Niederlande im Halbfinale geschlagen wurde. Auch das Finale gegen Spanien gegen Spanien konnte in einem hart umkämpften, engen Match siegreich gestaltet werden. Schäfer gewann damit mit der deutschen Mannschaft den ersten WM-Titel in der deutschen Beachhandball-Geschichte. Die deutsche Mannschaft leistete dabei historisches, blieb nicht nur ohne Niederlage, sondern verlor im Verlauf des Turniers nicht einen Satz. Schäfer bestritt alle neun möglichen Spiele und traf abgesehen vom Hauptrundenspiel gegen Argentinien in jedem Spiel zu insgesamt 42 Punkten. Im Finale war sie mit zehn erzielten Punkten die beste Werferin ihrer Mannschaft.
Nur wenige Wochen später trat die deutsche Mannschaft, mittlerweile als Favoritin auf den Titel, in nur auf einer Position verändert das erste Mal seit 2005 wieder bei den World Games an, das erste Mal, seit es nicht mehr Demonstrationssport bei der Multisport-Veranstaltung ist. Schäfers Konkurrentin auf der Position des Specialist, Sarah Irmler, wurde von Trainer Novakovic zugunsten einer weiteren Angreiferin in Person Carolin Hübner aus dem Kader genommen, womit er nach dem Verzicht auf eine zweite Torhüterin schon bei der WM ein weiteres Risiko einging. Das Risiko machte sich bezahlt. Erneut gewann die Mannschaft alle ihre Spiele, wenngleich sie in der Vorrunde gegen Argentinien und Norwegen dieses Mal zweimal Sätze abgab und in den Shootout musste. Am Ende gewann die Mannschaft im Finale über Norwegen und damit binnen weniger als drei Wochen ihren zweiten Titel. Für Gettwart Schäfer bestritt alle möglichen sieben Spiele und erzielte 48 Punkt, die drittmeisten in der deutschen Mannschaft nach Amelie Möllmann und Isabel Kattner. Zudem wurde sie als beste Specialist in das All-Star-Team des Turniers berufen. Nach dem Gewinn der Goldmedaille wurden die beteiligten Spielerinnen durch Bundespräsident Frank-Walter Steinmeier im Schloss Bellevue mit dem Silbernen Lorbeerblatt ausgezeichnet.

### Vereinsebene
Auf Vereinsebene spielt Schäfer für die Brüder Ismaning. 2021 wurde sie mit den „Brüdern“ Vierte bei den Deutschen Meisterschaften, 2022 Dritte. Als nachrückende Mannschaft konnten sie durch den dritten Rang zum EHF Beach Handball Champions Cup 2022 nach Porto Santo, Portugal, reisen und wurden dort obwohl sehr ersatzgeschwächt und unterbesetzt als bestes deutsches Team bei einem innerdeutschen Duell gegen die Beach Bazis Schleissheim Fünfte. Schäfer bestritt alle neun möglichen Spiele und erzielte 53 Punkte. Damit war sie hinter der Gastspielerin Paula Reips und Kirsten Walter drittbeste Scorerin ihres Teams.

## Erfolge

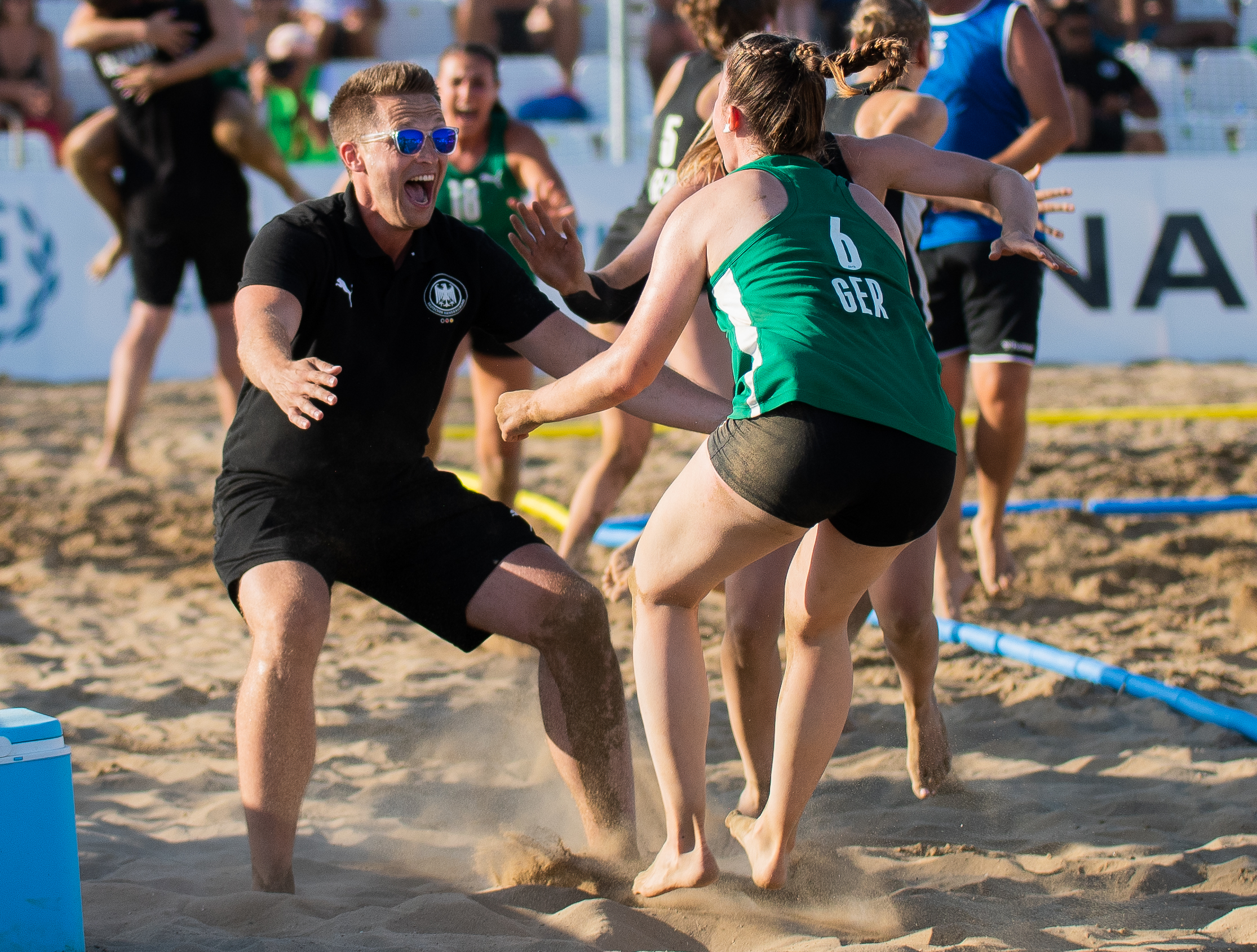
Schäfer stürmt nach dem gewonnenen WM-Finale 2022 auf Co-Trainer Hendrik Sander zu

| Nationalmannschaft World Games - 2022: Weltmeisterschaften - 2022: Europameisterschaften - 2021: Canaren-Cup - 2021: Junioren-Europameisterschaften - 2019: | Verein EHF Beach Handball Champions Cup - 2022: 5. Deutsche Meisterschaften - 2021: 4. - 2022: 3. Deutsche Jugend-Meisterschaften - 2018: 1. |

## Belege und Anmerkungen
1. ↑  World Games: Deutsche Beachhandballerinnen schreiben Geschichte. Abgerufen am 29. November 2022.
2. ↑  1. Damen – Das Team – Hannoverscher Sport-Club von 1893 e. V. Abgerufen am 1. Dezember 2022 (deutsch).
3. ↑  Sveni: Kader Damen 1. In: Handball in Augsburg ⚽ Handball beim TSV Haunstetten. Abgerufen am 1. Dezember 2022 (deutsch).
4. ↑  handball-world: Kader der Jugend-Nationalteams für Beach-EM festgelegt - Trainer warnen vor zu hohen Erwartungen. Abgerufen am 29. November 2022.
5. ↑  European Handball Federation - 2019 Women's Ech Beach Handball 17 / Final Tournament. Abgerufen am 29. November 2022 (englisch).
6. ↑  handball-world: "Wir sind schon ziemlich nervös": Drei Fragen zum Viertelfinaleinzug an ... Michelle Schäfer. Abgerufen am 1. Dezember 2022.
7. ↑  European Handball Federation - 2021 Women's ECh Beach Handball / Final Tournament. Abgerufen am 29. November 2022 (englisch).
8. ↑  So ticken die deutschen Triple-Siegerinnen. Abgerufen am 29. November 2022.
IHF | Player Details. Abgerufen am 29. November 2022.
9. ↑  handball-world: "Wir wissen, dass es keine Selbstverständlichkeit ist": Drei Fragen nach #NEDGER an ... Michelle Schäfer. Abgerufen am 1. Dezember 2022.
10. ↑  Stefan Galler: Beachhandball: Legendenstatus nach dem Durchmarsch. Abgerufen am 12. Juli 2022.
Frank Heike, Hamburg: Handballstar Lucie Kretzschmar: „Der Beachhandball besticht durch Charme“. In: FAZ.NET. ISSN 0174-4909 (faz.net [abgerufen am 12. Juli 2022]).
sportschau.de: Beach-Handball: Meilenstein: Beach-Handballerinnen holen erstes WM-Gold. Abgerufen am 12. Juli 2022.
11. ↑  handball-world: Neun Weltmeisterinnen, eine Debütantin: Beachhandball-Kader von Deutschland für World Games steht fest. Abgerufen am 29. November 2022.
12. ↑  Hamburger Abendblatt - Hamburg: World Games: Ein Leben zwischen Halle und Strand. 7. Juli 2022, abgerufen am 12. Juli 2022 (deutsch).
13. ↑  Viertes Finale in zwölf Monaten: Beachhandballerinnen vor Krönung bei World Games. Abgerufen am 17. Juli 2022 (deutsch).
14. ↑  IHF | Player Details. Abgerufen am 29. November 2022.
15. ↑  Beachhandballerinnen mit Silbernem Lorbeerblatt ausgezeichnet. Abgerufen am 30. November 2022.
16. ↑  European Handball Federation - 2022 Women's Beach Handball Champions Cup / Final Tournament. Abgerufen am 1. Dezember 2022 (englisch).

| Personendaten    | Personendaten              |
| ---------------- | -------------------------- |
| NAME             | Schäfer, Michelle          |
| KURZBESCHREIBUNG | deutsche Handballspielerin |
| GEBURTSDATUM     | 19. November 2003          |